# Konsolidacja (politologia)
Konsolidacja (ang. consolidation) − proces umocnienia i stabilizacji („dojrzewania”) systemu demokratycznego, na który składają się m.in. wprowadzenie i poszanowanie praw człowieka, rozpoczęcie lub upublicznienie działalności wolnych mediów, legitymizacje. Konsolidacja następuje po tranzycji ustrojowej, a kończy się zazwyczaj wyborami lub referendum. Przebieg samego procesu konsolidacji może się znacznie różnić w poszczególnych krajach. 
Konsolidacja miała miejsce m.in. w państwach byłego bloku sowieckiego.